# Trenetica lacrymans
Trenetica lacrymans là một loài bọ cánh cứng trong họ Cerambycidae.